# Петруши (Волгоградская область)
Петруши — хутор в Даниловском районе Волгоградской области, в составе Атамановского сельского поселения.
Население — 147 (2010)

## История
Дата основания не установлена. Хутор относился к юрту станицы Берёзовской Усть-Медведицкого округа Земли Войска Донского (с 1870 — Область Войска Донского). В 1859 году на хуторе проживало 180 мужчин и 185 женщин. Население хутора быстро увеличивалось. Согласно переписи населения 1897 года на хуторе проживало 387 мужчин и 415 женщин, из них грамотных: мужчин — 126, женщин — 30.
Согласно алфавитному списку населённых мест Области Войска Донского 1915 года на хуторе имелось хуторское правление, старообрядческая часовня, ветряная мельница, проживало 560 мужчин и 572 женщины, земельный надел составлял 3848 десятин.
С 1928 года — в составе Берёзовского района Хопёрского округа (упразднён в 1930 году) Нижне-Волжского края (с 1934 года — Сталинградского края, с 1936 года — Сталинградской области). Хутор относился к Атамановскому сельсовету. Указом Президиума ВС РСФСР от 1 февраля 1963 года № 741/95 Берёзовский район был упразднён, Атамановский сельсовет передан в состав Котовского района. В 1966 году — передан в состав Даниловского района

## География
Хутор находится в степи, на юге Даниловского района, в пределах Доно-Медведицкой гряды Приволжской возвышенности, на реке Берёзовке (левый приток Медведицы), чуть ниже хутора Атамановка. Высота центра населённого пункта около 105 метров над уровнем моря. В районе хутора правый берег реки более крутой, левый — более пологий. Правый берег расчленён балками (балка Голенькая) и овргами. Почвы — чернозёмы солонцеватые и солончаковые.
По автомобильным дорогам расстояние до районного центра посёлка Даниловка — 27 км, до областного центра города Волгоград — 220 км.
Часовой пояс
Петруши, как и вся Волгоградская область, находится в часовой зоне МСК (московское время). Смещение применяемого времени относительно UTC составляет +3:00.

## Население
Динамика численности населения по годам:
| 1859 | 1873 | 1897 | 1915 | 1987 | 2002 |
| ---- | ---- | ---- | ---- | ---- | ---- |
| 365  | 631  | 802  | 1132 | ≈280 | 199  |

| 2010 |
| ---- |
| 147  |

### Известные жители
- Лебедев, Фома Михайлович (1921—1989) — сапёр Великой Отечественной войны, полный кавалер ордена Славы.